# Apollinarisme
L'apollinarisme est une doctrine christologique due à Apollinaire de Laodicée. 
Alors que la doctrine de la Grande Église attribue au Christ deux natures, l'une divine et l'autre humaine, dans une même personne (ou hypostase), l'apollinarisme nie l'existence d'une âme humaine chez le Christ et conçoit ce dernier comme étant le seul Verbe incarné dans un corps humain.
La formule : 

« μία φύσις τοῦ θεοῦ λόγου σεσαρκωμένη

(mía phýsis toû theoû lógou sesarkōménē, « Une est la nature incarnée de Dieu le Verbe »). »

exprime la doctrine christologique d'Apollinaire.
La doctrine d'Apollinaire fut condamnée par Grégoire de Nazianze (dans ses Lettres Théologiques), puis par trois synodes romains tenus sous le pape Damase Ier :
- en 374, le synode condamna « Apollinaire et Timothée qui prétendent que Jésus-Christ n’avait point une âme humaine, mais que le Verbe de Dieu animait son corps » ;
- en 377, le synode condamna les apollinaristes et les marcellianistes, une branche des gnostiques ;
- en 378, le synode renouvela les condamnations d'Arius, de Sabellius, d'Apollinaire, d'Eunomius et de Photin.

En 381, la condamnation fut réitérée au concile de Constantinople. 